# Aconitum laevicaule
Aconitum laevicaule är en ranunkelväxtart som beskrevs av Wen Tsai Wang. Aconitum laevicaule ingår i släktet stormhattar, och familjen ranunkelväxter. Inga underarter finns listade i Catalogue of Life.